# Віттнау (Баден-Вюртемберг)
Віттнау (нім. Wittnau) — громада в Німеччині, знаходиться в землі Баден-Вюртемберг. Підпорядковується адміністративному округу Фрайбург. Входить до складу району Брайсгау-Верхній Шварцвальд.
Площа — 5,04 км2. Населення становить 1504 ос. (станом на 31 грудня 2020).

## Відомі мешканці
З 2008 року у Віттнау мешкає Йоахім Лев (нім. Joachim Löw) — головний тренер національної збірної Німеччини, яка під його керівництвом виграла Чемпіонат світу з футболу 2014 року.